# Oh madre mia
Oh madre mia è un singolo del rapper italiano Zoda, pubblicato il 14 agosto 2020.

## Tracce
1. Oh madre mia – 2:03